# Ryūzō Saki
Ryūzō Saki (佐木 隆三, Saki Ryūzō) est un écrivain japonais, né le 14 avril 1937 à Pyonghand, dans le Hamgyong du Nord, province dans ce qui est à présent la Corée du Nord ; et mort le 31 octobre 2015. Il s'intéresse aux nombreux crimes au Japon et a publié un certain nombre d'ouvrages consacrés à ces faits divers.
Le 14 janvier 1976, Saki reçoit le prix Naoki pour son roman la vengeance est à moi basé sur le tueur en série japonais Akira Nishiguchi. Le roman sert à son tour de base au film La vengeance est à moi de Shohei Imamura. Il a également écrit des livres consacrés à Norio Nagayama, Tsutomu Miyazaki, Fusako Sano (en) et Futoshi Matsunaga.
En 1992, Saki publie un livre consacré au résident-général de Corée japonais Itō Hirobumi et au Coréen An Jung-geun intitulé Itō Hirobumi to An Jung-geun.